# Menomonie
Menomonie és una població dels Estats Units a l'estat de Wisconsin. Segons el cens del 2000 tenia 14.937 habitants.

## Demografia
Segons el cens del 2000, Menomonie tenia 14.937 habitants, 5.119 habitatges, i 2.370 famílies. La densitat de població era de 448,1 habitants per km².
Dels 5.119 habitatges en un 22,6% hi vivien nens de menys de 18 anys, en un 36% hi vivien parelles casades, en un 7,5% dones solteres, i en un 53,7% no eren unitats familiars. En el 32,7% dels habitatges hi vivien persones soles l'11,1% de les quals corresponia a persones de 65 anys o més que vivien soles. El nombre mitjà de persones vivint en cada habitatge era de 2,35 i el nombre mitjà de persones que vivien en cada família era de 2,95.
Per edats la població es repartia de la següent manera: un 15,5% tenia menys de 18 anys, un 40,4% entre 18 i 24, un 20,5% entre 25 i 44, un 12,3% de 45 a 60 i un 11,3% 65 anys o més.
L'edat mediana era de 23 anys. Per cada 100 dones de 18 o més anys hi havia 98,6 homes.
La renda mediana per habitatge era de 31.103 $ i la renda mediana per família de 44.458 $. Els homes tenien una renda mediana de 30.893 $ mentre que les dones 21.898 $. La renda per capita de la població era de 15.994 $. Aproximadament el 9,1% de les famílies i el 23,5% de la població estaven per davall del llindar de pobresa.

## Poblacions més properes
El següent diagrama mostra les poblacions més properes.